# 동부제일병원
동부제일병원은 서울특별시 중랑구 망우로 511 (망우동)에 위치한 종합병원이다.

## 연혁
- 1983년 8월 동부제일병원 개설허가 제5-28호(총 15실 63병상)
- 1984년 10월 병원시설 10실 40병상 증설(총 25실 103병상)
- 1991년 11월 병원시설 13실 43병상 증설(총 28실 146병상)
- 1992년 2월 종합병원승격 (4과 7병실 43병상 증설, 총:11과 35실 146병상)
- 1993년 10월 의료법인 풍산의료재단 설립승인(제213호)
- 1993년 11월 의료법인 동부제일병원 개설허가
- 1997년 10월 분사무소 창동제일병의원 설치